# Чернов, Владимир Николаевич (певец)
Владимир Николаевич Чернов (род. 22 сентября 1953, Зарево, Адыгейская АО) — русский оперный певец (баритон), Заслуженный артист РСФСР (1989).

## Биография
Родился в посёлке Зарево Шовгеновского района Республики Адыгея, тогда — Краснодарского края. После рождения семья Черновых переехала в хутор Пикалин того же района. Отец работал учителем в школе, мать была колхозницей. В семье были сильны песенные традиции, которыми с раннего детства увлекся Владимир. Пел в школьном хоре, участвовал в конкурсах и фестивалях. Рано потерял родителей. В 1968 году закончил Мамацевскую восьмилетнюю школу. Поступил в Майкопский деревообрабатывающий техникум. После службы в армии, в 1974 году поступил в Ставропольское музыкальное училище. В 1981 г. окончил Московскую консерваторию им. П. И. Чайковского (класс Георгия Селезнёва и Гуго Тица) и был принят солистом в Кировский театр. В 1982 г. стажировался в Ла Скала у Джульетты Симионато.
В 1980-е стал лауреатом международных вокальных конкурсов в Москве и Бусетто, а в 1984 году удостоен главного приза на международном конкурсе молодых вокалистов имени Мирьям Хелин, проходившем в Хельсинки.
В течение нескольких лет был постоянным исполнителем опер Дж. Верди под управлением Дж. Ливайна в Метрополитен-опера.
Даёт мастер-классы в Майами, Лос-Анджелесе, Сиэтле. С марта 2005 г. преподаёт на факультете оперного пения в Университете Лос-Анджелеса, профессор вокального искусства.

## Творчество
Уникальные вокальные данные, актёрское мастерство и отточенный итальянский стиль сделали В. Чернова признанным эталоном опер бельканто и Вердиевского репертуара. В репертуаре Владимира Чернова более 40  ролей — практически все ведущие баритоновые партии, исполненные им на самых крупных сценах мира (Ковент-Гарден, Ла Скала, Опера Бастилия, Венская Опера и других).
Концертные выступления состоялись в Вигмор-Холле (Лондон), Линкольн-центре (Нью-Йорк), в Венском Концертхаусе, в Лос-Анджелесе, в Финской Национальной Опере (Хельсинки). В его обширном камерном репертуаре особое место занимает русская, немецкая и итальянская музыка. Многие годы его постоянным партнером в концертных выступлениях был пианист Важа Чачава.

## Награды и признание
- Заслуженный артист РСФСР (02.11.1989).
- вторая премия и специальный приз жюри конкурса им. М. И. Глинки (Москва, 1981)
- третья премия VII Международного конкурса имени П. И. Чайковского (Москва, 1982)
- вторая премия и специальный приз им. Карло Галетти в конкурсе «Вердиевские голоса» (Бусетто, Италия; 1983)
- первая премия и специальный приз Тито Гобби международного вокального конкурса им. Мирьям Хелин (Хельсинки, 1984)[4].